# Скакуны (деревня)
Скакуны — деревня в Очёрском городском округе Пермского края России.

## История
До 2019 года входила в состав ныне упразднённого Нововознесенского сельского поселения Очёрского района.

## География
Деревня находится в юго-западной части края, в пределах денудационной Предуральской равнины, на берегах реки Сосновки, при федеральной автотрассе М7, к югу от города Очёра, административного центра округа. Абсолютная высота — 133 метра над уровнем моря.
Климат
Климат характеризуется как континентальный, с морозной продолжительной зимой и коротким тёплым летом. Средняя многолетняя температура самого холодного месяца (января) составляет −15,5 °С (абсолютный минимум — −38 °С), температура самого тёплого (июля) — 17,5 °С (абсолютный максимум — 37 °С). Продолжительность безморозного периода — 115 дней. Среднегодовое количество осадков — 441 мм.

## Население
| 2010 |
| ---- |
| 156  |

Половой состав
По данным Всероссийской переписи населения 2010 года в половой структуре населения мужчины составляли 50,6 %, женщины — соответственно 49,4 %.
Национальный состав
Согласно результатам переписи 2002 года, в национальной структуре населения русские составляли 97 % из 164 чел.